# Higher Power (Coldplay)
"Higher Power" is een nummer van de Britse rockband Coldplay. Het nummer staat op hun negende studioalbum, dat in oktober 2021 verscheen. Het nummer werd wereldwijd op 7 mei 2021 op single uitgebracht. Het nummer werd geschreven door de vier leden van de band, en geproduceerd door Max Martin. Oscar Holter en Bill Rahko, zijn co-producenten.
De single werd wereldwijd een hit. In de Verenigde Staten werd de 53e positie in de Billboard Hot 100 bereikt en in Canada de 31e. In Coldplays' thuisland het Verenigd Koninkrijk bereikte de single de 12e positie in de UK Singles Chart.
In Nederland was de single in week 19 van 2021 Megahit op NPO 3FM, TopSong op NPO Radio 2 en 538 Favourite op Radio 538. In week 20 van 2021 was de single Alarmschijf op Qmusic, De single bereikte de 11e positie in de Nederlandse Top 40 op Qmusic, de 9e positie in de Mega Top 30 op NPO 3FM, de 16e positie in de 538 Top 50 op Radio 538 en de 44e positie in de B2B Single Top 100.
In België verkreeg de single eveneens veel airplay en steeg naar de nummer 1-positie van de Vlaamse Ultratop 50 in zijn tweede week. In de Vlaamse Radio 2 Top 30 werd de 6e positie bereikt.

## Live optredens
Op 2 mei werd het eerste live optreden van "Higher Power" aangekondigd tijdens een live show van American Idol. 
De Official Charts Company liet op 3 mei weten dat de band het nummer zou uitvoeren als openingsact van de 41e Brit Awards. Het optreden werd opgenomen op een binnenschip op de rivier de Theems nabij The O2 Arena. Coldplay nam het nummer eveneens op in hun set voor het speciale livestreamevenement van Glastonbury Festival op 22 mei, dat werd gefilmd op Worthy Farm.

## Hitnoteringen

### Nederlandse Top 40
| Hitnotering: 15-05-2021 t/m 04-09-2021 | Hitnotering: 15-05-2021 t/m 04-09-2021 | Hitnotering: 15-05-2021 t/m 04-09-2021 | Hitnotering: 15-05-2021 t/m 04-09-2021 | Hitnotering: 15-05-2021 t/m 04-09-2021 | Hitnotering: 15-05-2021 t/m 04-09-2021 | Hitnotering: 15-05-2021 t/m 04-09-2021 | Hitnotering: 15-05-2021 t/m 04-09-2021 | Hitnotering: 15-05-2021 t/m 04-09-2021 | Hitnotering: 15-05-2021 t/m 04-09-2021 | Hitnotering: 15-05-2021 t/m 04-09-2021 | Hitnotering: 15-05-2021 t/m 04-09-2021 | Hitnotering: 15-05-2021 t/m 04-09-2021 | Hitnotering: 15-05-2021 t/m 04-09-2021 | Hitnotering: 15-05-2021 t/m 04-09-2021 | Hitnotering: 15-05-2021 t/m 04-09-2021 | Hitnotering: 15-05-2021 t/m 04-09-2021 | Hitnotering: 15-05-2021 t/m 04-09-2021 | Hitnotering: 15-05-2021 t/m 04-09-2021 |
| Week:                                  | 1                                      | 2                                      | 3                                      | 4                                      | 5                                      | 6                                      | 7                                      | 8                                      | 9                                      | 10                                     | 11                                     | 12                                     | 13                                     | 14                                     | 15                                     | 16                                     | 17                                     |                                        |
| -------------------------------------- | -------------------------------------- | -------------------------------------- | -------------------------------------- | -------------------------------------- | -------------------------------------- | -------------------------------------- | -------------------------------------- | -------------------------------------- | -------------------------------------- | -------------------------------------- | -------------------------------------- | -------------------------------------- | -------------------------------------- | -------------------------------------- | -------------------------------------- | -------------------------------------- | -------------------------------------- | -------------------------------------- |
| Positie:                               | 24                                     | 17                                     | 16                                     | 16                                     | 15                                     | 19                                     | 11                                     | 11                                     | 14                                     | 19                                     | 21                                     | 22                                     | 24                                     | 25                                     | 25                                     | 27                                     | 34                                     | uit                                    |

### B2B Single Top 100
| Hitnotering (week 1 t/m 18): 15-05-2021 t/m 11-09-2021 Hitnotering (week 19): 23-10-2021 | Hitnotering (week 1 t/m 18): 15-05-2021 t/m 11-09-2021 Hitnotering (week 19): 23-10-2021 | Hitnotering (week 1 t/m 18): 15-05-2021 t/m 11-09-2021 Hitnotering (week 19): 23-10-2021 | Hitnotering (week 1 t/m 18): 15-05-2021 t/m 11-09-2021 Hitnotering (week 19): 23-10-2021 | Hitnotering (week 1 t/m 18): 15-05-2021 t/m 11-09-2021 Hitnotering (week 19): 23-10-2021 | Hitnotering (week 1 t/m 18): 15-05-2021 t/m 11-09-2021 Hitnotering (week 19): 23-10-2021 | Hitnotering (week 1 t/m 18): 15-05-2021 t/m 11-09-2021 Hitnotering (week 19): 23-10-2021 | Hitnotering (week 1 t/m 18): 15-05-2021 t/m 11-09-2021 Hitnotering (week 19): 23-10-2021 | Hitnotering (week 1 t/m 18): 15-05-2021 t/m 11-09-2021 Hitnotering (week 19): 23-10-2021 | Hitnotering (week 1 t/m 18): 15-05-2021 t/m 11-09-2021 Hitnotering (week 19): 23-10-2021 | Hitnotering (week 1 t/m 18): 15-05-2021 t/m 11-09-2021 Hitnotering (week 19): 23-10-2021 | Hitnotering (week 1 t/m 18): 15-05-2021 t/m 11-09-2021 Hitnotering (week 19): 23-10-2021 | Hitnotering (week 1 t/m 18): 15-05-2021 t/m 11-09-2021 Hitnotering (week 19): 23-10-2021 | Hitnotering (week 1 t/m 18): 15-05-2021 t/m 11-09-2021 Hitnotering (week 19): 23-10-2021 | Hitnotering (week 1 t/m 18): 15-05-2021 t/m 11-09-2021 Hitnotering (week 19): 23-10-2021 | Hitnotering (week 1 t/m 18): 15-05-2021 t/m 11-09-2021 Hitnotering (week 19): 23-10-2021 | Hitnotering (week 1 t/m 18): 15-05-2021 t/m 11-09-2021 Hitnotering (week 19): 23-10-2021 | Hitnotering (week 1 t/m 18): 15-05-2021 t/m 11-09-2021 Hitnotering (week 19): 23-10-2021 | Hitnotering (week 1 t/m 18): 15-05-2021 t/m 11-09-2021 Hitnotering (week 19): 23-10-2021 | Hitnotering (week 1 t/m 18): 15-05-2021 t/m 11-09-2021 Hitnotering (week 19): 23-10-2021 | Hitnotering (week 1 t/m 18): 15-05-2021 t/m 11-09-2021 Hitnotering (week 19): 23-10-2021 | Hitnotering (week 1 t/m 18): 15-05-2021 t/m 11-09-2021 Hitnotering (week 19): 23-10-2021 |
| Week:                                                                                    | 1                                                                                        | 2                                                                                        | 3                                                                                        | 4                                                                                        | 5                                                                                        | 6                                                                                        | 7                                                                                        | 8                                                                                        | 9                                                                                        | 10                                                                                       | 11                                                                                       | 12                                                                                       | 13                                                                                       | 14                                                                                       | 15                                                                                       | 16                                                                                       | 17                                                                                       | 18                                                                                       |                                                                                          | 19                                                                                       |                                                                                          |
| ---------------------------------------------------------------------------------------- | ---------------------------------------------------------------------------------------- | ---------------------------------------------------------------------------------------- | ---------------------------------------------------------------------------------------- | ---------------------------------------------------------------------------------------- | ---------------------------------------------------------------------------------------- | ---------------------------------------------------------------------------------------- | ---------------------------------------------------------------------------------------- | ---------------------------------------------------------------------------------------- | ---------------------------------------------------------------------------------------- | ---------------------------------------------------------------------------------------- | ---------------------------------------------------------------------------------------- | ---------------------------------------------------------------------------------------- | ---------------------------------------------------------------------------------------- | ---------------------------------------------------------------------------------------- | ---------------------------------------------------------------------------------------- | ---------------------------------------------------------------------------------------- | ---------------------------------------------------------------------------------------- | ---------------------------------------------------------------------------------------- | ---------------------------------------------------------------------------------------- | ---------------------------------------------------------------------------------------- | ---------------------------------------------------------------------------------------- |
| Positie:                                                                                 | 45                                                                                       | 45                                                                                       | 64                                                                                       | 54                                                                                       | 57                                                                                       | 51                                                                                       | 53                                                                                       | 60                                                                                       | 60                                                                                       | 52                                                                                       | 46                                                                                       | 44                                                                                       | 52                                                                                       | 62                                                                                       | 61                                                                                       | 66                                                                                       | 83                                                                                       | 89                                                                                       | uit                                                                                      | 71                                                                                       | uit                                                                                      |

### Vlaamse Ultratop 50
| Hitnotering (week 1 t/m 20): 15-05-2021 t/m 25-09-2021 Hitnotering (week 21 t/m 23): 16-10-2021 t/m 30-10-2021 | Hitnotering (week 1 t/m 20): 15-05-2021 t/m 25-09-2021 Hitnotering (week 21 t/m 23): 16-10-2021 t/m 30-10-2021 | Hitnotering (week 1 t/m 20): 15-05-2021 t/m 25-09-2021 Hitnotering (week 21 t/m 23): 16-10-2021 t/m 30-10-2021 | Hitnotering (week 1 t/m 20): 15-05-2021 t/m 25-09-2021 Hitnotering (week 21 t/m 23): 16-10-2021 t/m 30-10-2021 | Hitnotering (week 1 t/m 20): 15-05-2021 t/m 25-09-2021 Hitnotering (week 21 t/m 23): 16-10-2021 t/m 30-10-2021 | Hitnotering (week 1 t/m 20): 15-05-2021 t/m 25-09-2021 Hitnotering (week 21 t/m 23): 16-10-2021 t/m 30-10-2021 | Hitnotering (week 1 t/m 20): 15-05-2021 t/m 25-09-2021 Hitnotering (week 21 t/m 23): 16-10-2021 t/m 30-10-2021 | Hitnotering (week 1 t/m 20): 15-05-2021 t/m 25-09-2021 Hitnotering (week 21 t/m 23): 16-10-2021 t/m 30-10-2021 | Hitnotering (week 1 t/m 20): 15-05-2021 t/m 25-09-2021 Hitnotering (week 21 t/m 23): 16-10-2021 t/m 30-10-2021 | Hitnotering (week 1 t/m 20): 15-05-2021 t/m 25-09-2021 Hitnotering (week 21 t/m 23): 16-10-2021 t/m 30-10-2021 | Hitnotering (week 1 t/m 20): 15-05-2021 t/m 25-09-2021 Hitnotering (week 21 t/m 23): 16-10-2021 t/m 30-10-2021 | Hitnotering (week 1 t/m 20): 15-05-2021 t/m 25-09-2021 Hitnotering (week 21 t/m 23): 16-10-2021 t/m 30-10-2021 | Hitnotering (week 1 t/m 20): 15-05-2021 t/m 25-09-2021 Hitnotering (week 21 t/m 23): 16-10-2021 t/m 30-10-2021 | Hitnotering (week 1 t/m 20): 15-05-2021 t/m 25-09-2021 Hitnotering (week 21 t/m 23): 16-10-2021 t/m 30-10-2021 | Hitnotering (week 1 t/m 20): 15-05-2021 t/m 25-09-2021 Hitnotering (week 21 t/m 23): 16-10-2021 t/m 30-10-2021 | Hitnotering (week 1 t/m 20): 15-05-2021 t/m 25-09-2021 Hitnotering (week 21 t/m 23): 16-10-2021 t/m 30-10-2021 | Hitnotering (week 1 t/m 20): 15-05-2021 t/m 25-09-2021 Hitnotering (week 21 t/m 23): 16-10-2021 t/m 30-10-2021 | Hitnotering (week 1 t/m 20): 15-05-2021 t/m 25-09-2021 Hitnotering (week 21 t/m 23): 16-10-2021 t/m 30-10-2021 | Hitnotering (week 1 t/m 20): 15-05-2021 t/m 25-09-2021 Hitnotering (week 21 t/m 23): 16-10-2021 t/m 30-10-2021 | Hitnotering (week 1 t/m 20): 15-05-2021 t/m 25-09-2021 Hitnotering (week 21 t/m 23): 16-10-2021 t/m 30-10-2021 | Hitnotering (week 1 t/m 20): 15-05-2021 t/m 25-09-2021 Hitnotering (week 21 t/m 23): 16-10-2021 t/m 30-10-2021 | Hitnotering (week 1 t/m 20): 15-05-2021 t/m 25-09-2021 Hitnotering (week 21 t/m 23): 16-10-2021 t/m 30-10-2021 | Hitnotering (week 1 t/m 20): 15-05-2021 t/m 25-09-2021 Hitnotering (week 21 t/m 23): 16-10-2021 t/m 30-10-2021 | Hitnotering (week 1 t/m 20): 15-05-2021 t/m 25-09-2021 Hitnotering (week 21 t/m 23): 16-10-2021 t/m 30-10-2021 | Hitnotering (week 1 t/m 20): 15-05-2021 t/m 25-09-2021 Hitnotering (week 21 t/m 23): 16-10-2021 t/m 30-10-2021 | Hitnotering (week 1 t/m 20): 15-05-2021 t/m 25-09-2021 Hitnotering (week 21 t/m 23): 16-10-2021 t/m 30-10-2021 |
| Week: | 1 | 2 | 3 | 4 | 5 | 6 | 7 | 8 | 9 | 10 | 11 | 12 | 13 | 14 | 15 | 16 | 17 | 18 | 19 | 20 | | 21 | 22 | 23 | |
| --- | --- | --- | --- | --- | --- | --- | --- | --- | --- | --- | --- | --- | --- | --- | --- | --- | --- | --- | --- | --- | --- | --- | --- | --- | --- |
| Positie: | 19 | 1 | 5 | 8 | 3 | 9 | 5 | 5 | 7 | 7 | 5 | 6 | 5 | 10 | 6 | 8 | 9 | 16 | 12 | 23 | uit | 49 | 36 | 49 | uit |

### NPO Radio 2 Top 2000
| Nummer met noteringen in de NPO Radio 2 Top 2000 | '22  | '23  | '24  |
| ------------------------------------------------ | ---- | ---- | ---- |
| Higher Power                                     | 1095 | 1144 | 1943 |

1. ↑  Een vetgedrukt getal geeft de hoogste notering aan.
2. ↑  2022 was het eerste jaar met een notering voor dit nummer.